# Proszynskiana
Proszynskiana is een geslacht van spinnen uit de familie springspinnen (Salticidae).

## Soorten
De volgende soorten zijn bij het geslacht ingedeeld:
- Proszynskiana aeluriforma Logunov & Rakov, 1998
- Proszynskiana deserticola Logunov, 1996
- Proszynskiana iranica Logunov, 1996
- Proszynskiana starobogatovi Logunov, 1996
- Proszynskiana zonshteini Logunov, 1996